# Virtuelle Fachbibliothek Südasien
Savifa, die Virtuelle Fachbibliothek Südasien, war ein Informationsportal für die Lehre und Forschung zur Region Südasien. Unter einer Oberfläche wurden Text- und Bildquellen sowie wissenschaftlich relevante Informationen zu den Ländern Indien, Pakistan, Bangladesch, Nepal, Sri Lanka, Malediven und Bhutan zugänglich gemacht. Im Juli 2015 fusionierte Savifa mit dem Fachportal CrossAsia.

## Geschichte
Savifa wurde von 2005 bis 2010 als Gemeinschaftsprojekt des Südasien-Instituts (SAI) und der Universitätsbibliothek Heidelberg betrieben und von der Deutschen Forschungsgemeinschaft (DFG) gefördert. Während der Projektlaufzeit wurden die verschiedene Informationsressourcen unter einer Suchoberfläche virtuell zusammengeführt, mit SavifaDok wurde zudem eine Publikationsplattform für die Südasienwissenschaften und die Indologie nach den Grundsätzen des Open Acess aufgebaut, eine Forscher- und Projektdatenbank diente der Vernetzung der Wissenschaftler und der Newsletter Masala informierte regelmäßig über neue Entwicklungen bei Savifa. Wichtigstes Ziel nach Ablauf der Förderphase war die Verstetigung des Projekts, damit die Dienstleistungen und Angebote erhalten bzw. weiter ausgebaut werden konnten.
Im Juli 2015 wurde die Zusammenführung der bislang getrennten Angebote Savifa – Virtuelle Fachbibliothek Südasien und CrossAsia – Virtuelle Fachbibliothek Ost- und Südostasien realisiert. Man beabsichtigte damit die Weichen für die kooperative Weiterentwicklung eines gemeinsamen asienwissenschaftlichen Fachportals zu stellen. Die bislang über Savifa zugänglichen Informationsangebote wurden in das von der Staatsbibliothek zu Berlin aufgebaute Portal CrossAsia integriert. Der Name Savifa wurde aufgegeben und alle zu integrierenden Savifa-Module an das CrossAsia-Layout angepasst, um ein grafisch und funktional einheitliches Angebot präsentieren zu können.
Seit 2022 werden die Informations- und Publikationsangebote für die südasienbezogenen Wissenschaften durch den eigenständig von der DFG geförderten FID Südasien (FID4SA) bereitgestellt.

## Informationen und Publikationen
- Geyer, Robby; Merkel, Nicole: Savifa – Die Virtuelle Fachbibliothek Südasien (2007) (online)
- Merkel, Nicole: India and South Asia in Germany – Vortrag auf dem 6th Scientific Symposium Frankfurt a. M. (2006) (online)
- Merkel-Hilf, Nicole: Vom SSG Südasien zum FID Asien? – Savifa fusioniert mit CrossAsia (2015) (online)